# ГДР на Паралимпийских играх
ГДР на Паралимпийских играх приняла участие единственный раз — в 1984 году на летних Играх в Сток-Мандевиле и Нью-Йорке. На зимних Играх делегация ГДР не участвовала ни разу.
Спортсмены ГДР завоевали в сумме 4 медали, из них ни одной золотой.

## Медальный зачёт

### Медали летних Паралимпийских игр
| Игры                          | Золото | Серебро | Бронза | Всего | Место |
| ----------------------------- | ------ | ------- | ------ | ----- | ----- |
| 1984 Сток-Мандевиль, Нью-Йорк | 0      | 3       | 1      | 4     | 35    |
| Итого                         | 0      | 3       | 1      | 4     |       |